# Unstoppable (película de 2004)
Unstoppable  es una película estadounidense de 2004, dirigida por David Carson, y protagonizada por Wesley Snipes, Kim Coates, Stuart Wilson y Jacqueline Obradors en los papeles principales.
Es una película directamente lanzada al mercado en formato DVD. Fue rodada en Sofía, Bulgaria.

## Sinopsis
Dean Cage (Wesley Snipes) está a punto de pedir el matrimonio a su novia, Amy (Jacqueline Obradors), después de haber pasado por un proceso de reahabilitación a causa de las atrocidades que ha visto durante su carrera como militar en Bosnia, y que le habían mantenido traumatizado. Antes de hacerlo, decide pasar por una cafetería en la que un grupo de delincuentes le confunden con un agente de la CIA al que quieren capturar. Cage no está consciente del peligro que corre, ni siquiera cuando le inyectan un alucinógeno que le deja predispuesto a creer cualquier cosa de la que se le intente convencer, y además a reencontrarse con sus demonios personales.

## Reparto
- Wesley Snipes como Dean Cage.
- Jacqueline Obradors como la detective Amy Knight.
- Stuart Wilson  como Sullivan.
- Kim Coates como Peterson.
- Mark Sheppard  como Leitch.
- Adewale Akinnuoye-Agbaje como Junod.
- Vincent Riotta  como el detective Jay Miller.
- David Schofield  como el doctor Collins.
- Nicholas Aaron como McNab.
- Kim Thomson  como el agente Kennedy.
- Jo Stone-Fewings como el agente Gabriel.
- Cristian Solimeno como Scott.
- Andrew Pleavin como Cherney.
- Gary Oliver como el conductor de Sullivan
- Raicho Vasilev como un guardia de St. Nevis.
- David Fleeshman como un guardia de St. Nevis.
- George Karlukovski como un guardia de St. Nevis.
- Luke Jordan como Jack.
- Lauren Buglioli como Holly.
- Leroy Golding como Ralph.
- Andrew Dolan como O'Reilly.
- Velizar Binev como el comprador.
- Assen Blatechki como el francotirador.
- Krasimir Kutzoparov como el comando.
- Andrew Pleavin como Cherney.
- Sam Douglas como el veterano de Vietnam.
- John Chancer como el consejero.
- George Innes como el veterano de la Guerra de Corea.
- Kate Healy como la mujer con su bebé.
- Tarri Markel como Maggie.
- Petya Silyanova como la mujer de mediana edad.
- Bud Davis como un camionero.
- Dimiter como un camionero.
- Emil Tsolov como el piloto del helicóptero.
- Shelly Varod como la prisionera.
- Bombata como el conductor de la ambulancia.